# Liste der Kulturdenkmäler in Brenk
In der Liste der Kulturdenkmäler in Brenk sind alle Kulturdenkmäler der rheinland-pfälzischen Ortsgemeinde Brenk aufgeführt. Grundlage ist die Denkmalliste des Landes Rheinland-Pfalz (Stand: 12. Juni 2023).

## Einzeldenkmäler
| Bezeichnung                       | Lage                                                    | Baujahr | Beschreibung                                   | Bild                                    |
| --------------------------------- | ------------------------------------------------------- | ------- | ---------------------------------------------- | --------------------------------------- |
| Wegekreuz                         | Hauptstraße                                             | 1700    | Wegekreuz, bezeichnet 1700                     | Direkt Bild zu diesem Denkmal hochladen |
| Wegekreuz                         | Hauptstraße, vor Nr. 22 Lage                            | 1780    | Wegekreuz, Nischentyp, bezeichnet 1780         | BW                                      |
| Katholische Kapelle St. Silvester | Kapellenstraße 9 Lage                                   | 1887    | neugotischer Saalbau, 1887                     | weitere Bilder Fotos hochladen          |
| Wegekreuz                         | Zissener Weg, vor Nr. 11 Lage                           | 1727    | Wegekreuz, Nischentyp, bezeichnet 1727         | BW                                      |
| Grabkreuz                         | Gemarkung                                               | 1885    | Grabkreuz, bezeichnet 1885                     | Direkt Bild zu diesem Denkmal hochladen |
| Wegekreuz                         | südlich des Ortes, in der Nähe des Appentaler Hofs Lage | 1607    | Wegekreuz; Nischentyp, bezeichnet 1607         | BW                                      |
| Wegekreuz                         | südlich des Ortes, in der Nähe des Appentaler Hofs Lage | 1766    | Wegekreuzfragment; Nischentyp, bezeichnet 1766 | BW                                      |
| Wegekreuz                         | Fußhölle                                                | 1681    | Wegekreuz; Nischentyp, bezeichnet 1681         | Direkt Bild zu diesem Denkmal hochladen |